# Eyserlinde

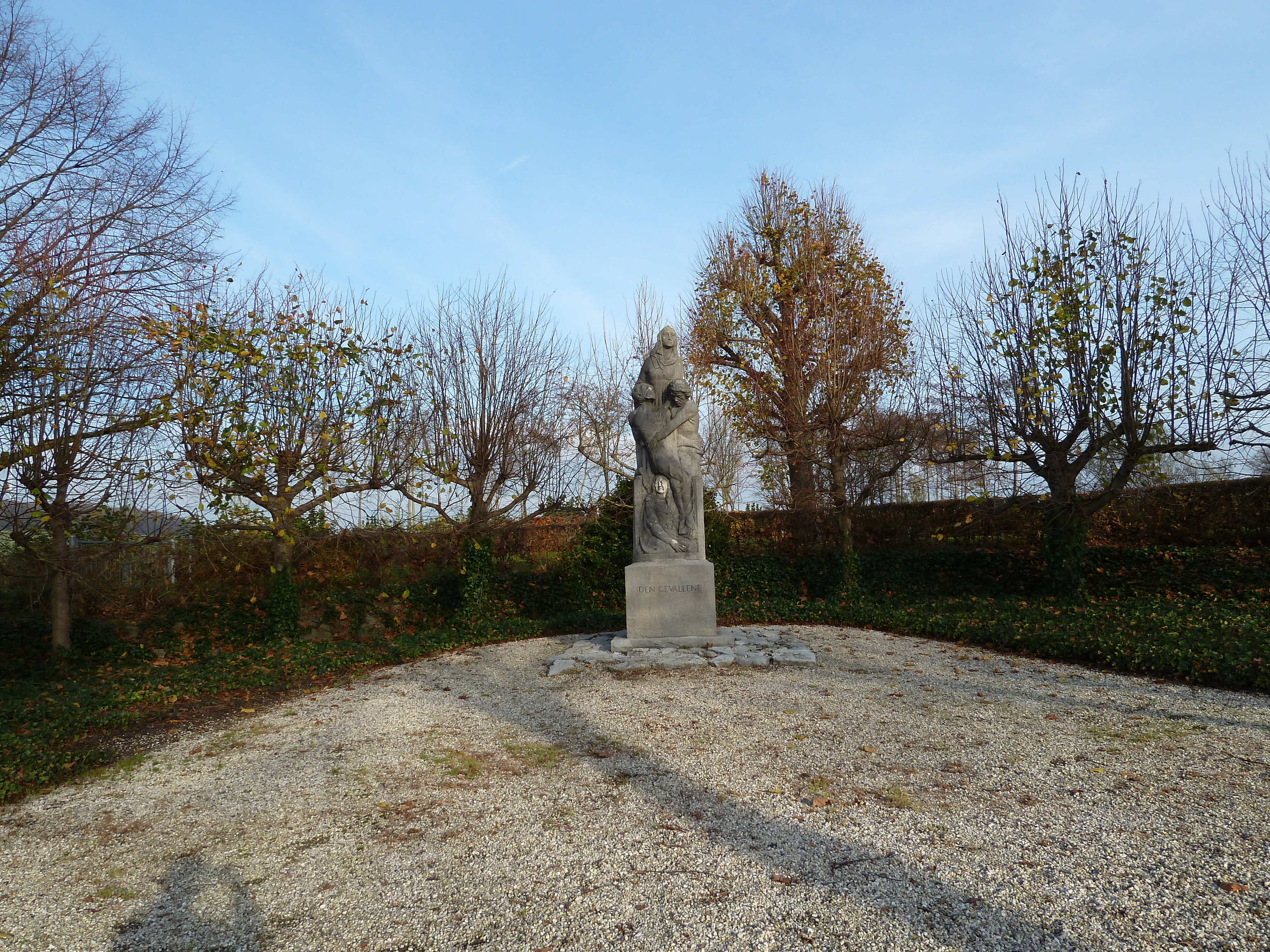
Herdenkingsmonument op de Eyserlinde aan de Wittemerweg

De Eyserlinde is een bekend uitkijkpunt en historische plek tussen Eys en Wittem in de Nederlandse gemeente Gulpen-Wittem. Voor de fusie van de gemeente behoorde het tot de voormalige gemeente Wittem. Op dit punt komen vier wegen bij elkaar in een kruispunt, met in het noordoosten de weg naar Eyserhalte en Eys, in het westen naar Cartils, in het zuidwesten naar Wittem en in het oosten de weg richting Baneheide en Bocholtz. Eyserlinde ligt op een kop op de westelijke helling van de Kruisberg, een uitloper van het Plateau van Bocholtz. Vanaf Eyserlinde heeft men een weids uitzicht over het Geuldal.

## Geschiedenis
Op deze plaats heeft er ooit een honderdjarige lindeboom gestaan. In de 21e eeuw staan er hier nog steeds enkele lindebomen.
Op 3 mei 1951 werd hier een oorlogsmonument onthuld. Jaarlijks vindt hier de gemeentelijke herdenking plaats waarbij men vanaf Wittem de heuvel oploopt.